# Уляп
Уля́п (адыг. Ула́п) — аул в Красногвардейском районе Республики Адыгея России. Административный центр Уляпского сельского поселения.

## География
Аул расположен на Приазово-Кубанской низменности, в её юго-западной части.

## Этимология
Название аула (адыг. Ула́п) переводится с адыгского как устье реки Ульки: адыг. Улэ + адыг. п — «устье».
Сохранились устаревшие названия частей аула: адыг. Пэнэкъохабль (Бэнэкъуэдэс) — «квартал в балке колючек», адыг. Сидыкъо къуадж (Сиды къуажэ) — «селение Сидовых», адыг. Мэрчанэхьабл (Мэршэн) — «околоток Мерчановых (Маршеновых)», адыг. Ажы хьаблэ — «поселение Ажиевых», адыг. Аджырыкъохабль — «квартал Аджерука», адыг. Ежъыгъой (Езыгуэй) — «квартал Ежигоевых (Езигоевых)», адыг. Къэзбэчхьабль — «квартал Кизбеча (Казбека)», адыг. Нэфыкъуэ — «Нафуково», адыг. Лэшъукъуе — «Лешуково», адыг. Сэнэшокъуэй — «Санашоково».

## Историческая справка

### Древняя история
Земли, на которых расположен современный аул Уляп, были заселены с глубокой древности. Первые раскопки вёл Николай Иванович Веселовский, который в 1908 году обнаружил в одном из соседних с аулом кургане богатое погребение вождя племени майкопской культуры. Уляп получил мировую известность благодаря кургану № 4-1982, (один из 11 так называемых Ульских курганов), в котором А. М. Лесковым был найден серебряный ритон. Его передняя часть завершается протомой мифического крылатого коня, по туловищу проходит рельефная золотая пластинка с изображением битвы греческих богов с исполинами. Этот серебряный ритон в настоящее время является одним из национальных символов Республики Адыгея.
В 1982 году при раскопках А. М. Лесковым 10-го кургана на глубине 4,61 м на ритуальной площадке был обнаружен один из самых больших скифских котлов. Большие (высотой до 1 метра) круглые бронзовые котлы использовались не только для приготовления коллективной пищи, но часто и в ритуальных целях, наделяясь магическими свойствами. Это объясняет нахождение котла на ритуальной площадке второй половины VI – первой половиной V вв. до н. э.

### История последних веков
В 1861 году в завершающий период Кавказской войны, в междуречье рек Ульки и Лабы, переселенцами из аула Бонокохабля (бесленеевцы, кабардинцы и др.), совместно с переселенцами из двух тлягодумовских аулов, был основан аул Ульский, ныне Уляп.
В 1867 году из-за постоянных наводнений, прошло переселение с левого берега реки Лабы (около аула Ходзь) на нынешнее место. Этот год считается датой основания Уляпа. По данным действительного члена Кубанского статистического комитета Е. Фелицына в середине 1870-х гг. насчитывалось 1654 жителя (823 мужчины и 831 женщина) в 556 дворах; из них — 699 абазин, 686 бесленеевцев, 136 кабардинцев. К 1880-м гг. население выросло до 1883 человек (1026 мужчин и 857 женщин) в 305 дворах и располагало 8432 десятинами общественной земли. Имелась мечеть, находился казачий пост в составе 11 человек. Преимущественно общение проходило на бесленеевском диалекте. По данным подворовой переписи населения (составитель Фелицын, 1897 год): общее число дворов (семей) поселенцев аула Уляп — 555, из них абазины — 237 дворов, абадзехи — 47 дворов, бесленеевцы — 215 дворов, кабардинцы — 49 дворов, шапсуги — 3 двора, прочих народностей — 5 дворов. К 1926 году в ауле проживало 2610 человек в 597 дворах. Жители занимались животноводством, пчеловодством и выращиванием зерновых культур. В 1929—1930-х гг. на территории сельсовета образованы колхозы «Абаз», «Уляп» и «Уляп-2». В 1935 году была организована МТС. К 60-м гг. XX века в ауле действовали средняя школа, библиотека, сельский клуб, участковая больница, несколько магазинов, дом бытового обслуживания.
В период 1932—1946 годов список репрессированных аульчан составил 112 человек. С Великой Отечественной войны не вернулось 287 человек.
В 2012 году в Уляпе был установлен монумент «Защитникам Черкесии», его открытие приурочено к 148-летию окончания Кавказской войны.

## Население
| 1875  | 1879  | 1926  | 2002  | 2010  | 2013  | 2014  |
| ----- | ----- | ----- | ----- | ----- | ----- | ----- |
| 1654  | ↗1883 | ↗2610 | ↘1547 | ↘1298 | ↘1259 | ↘1241 |
| 2015  | 2016  | 2017  | 2018  | 2019  | 2020  | 2021  |
| ↗1244 | ↘1203 | ↘1184 | ↗1186 | ↗1195 | ↗1209 | ↗1394 |
| 2023  | 2024  |       |       |       |       |       |
| ↗1410 | ↗1414 |       |       |       |       |       |

По данным Всероссийской переписи 2021 года:
| Народ               | Численность, чел. | Доля от всего населения, % |
| ------------------- | ----------------- | -------------------------- |
| адыги (черкесы)     | 1 333             | 95,62 %                    |
| русские             | 49                | 3,52 %                     |
| другие / не указано | 12                | 0,86 %                     |
| всего               | 1 394             | 100,0 %                    |

## Известные уроженцы
- Султан Клыч-Гирей — царский полковник, первопоходник, во Вторую мировую войну командовал горцами в Казачьем корпусе на стороне Вермахта.
- Кумпилов, Мурат Каральбиевич — 4-й глава Республики Адыгея[21]
- Кумпилов, Кадырбеч Хизирович — поэт, автор многочисленных поэтических сборников.
- Мамсирова Маргарита Борисовна — оперная певица, солистка Большого театра.
- Тхакушинов Аслан Китович — 3-й глава Республики Адыгея.
- Тхакушинов Эдуард Китович — доктор экономических наук, профессор, завкафедрой МГТУ.
- Агиров, Аслан Хангиреевич — доктор медицинских наук, профессор.

## Достопримечательности
- «Мост в никуда» до станицы Тенгинская (Краснодарский край) через реку Лабу. Длина моста составляет  не более 200 метров, его строительство обошлось в 600 миллионов рублей[22]. Однако Краснодарский край не построил подъездной дороги со своей стороны, уверяя, что ничего не знает о строительстве моста. Таким образом, мост долго упирался прямо в лес[23][24]. Краснодарский край не построил дорогу со своей стороны. В этом месте всегда была переправа, с начала XX века был и мост, разрушенный советскими войсками в 1942 году при попытке сдержать наступление противника. С 2015 началось строительство дороги со стороны Краснодарского края, и 13 сентября 2017 года вся дорога Уляп —Тенгинская, включая мост, были приняты в постоянную эксплуатацию с участием глав Краснодарского края и Адыгеи.[25]

## Улицы
| - 60 лет Октября, - Выгонная, - Комсомольская, - Комсомольский переулок, - Кузнечная, - Курганная, - Мичурина, - Пионерская, - Полевая, - Школьная, | - Шовгенова, - Шовгенова переулок, - Шоссейная, - Щорса, - им. А. Мукова, - им. Б. Бжемухова, - им. К. Кумпилова, - им. братьев Шекультировых, - им. профессора А. Тхакушинова. |